# Паљење стадиона у Загребу 1941.
|  | Овај чланак је део серије чланка о Загребу у Народно-ослободилачкој борби. |

Паљење стадиона 1941. је назив за диверзантску акцију коју је извела група загребачких омладинаца 22. јула 1941. године. У тој акцији је запаљен велики соколски стадион (дрвени) у Максимиру.

## Ток операције
Иако је Загреб првих дана установљења НДХ и уласка немачких снага изгледао наизглед миран и потпуно сигуран град, у њему је ипак било много његових становника који са таквим развојем ствари нису били задовољни. То се особито односило на скојевце и остале младе антифашисте. Прва већа илегална акција коју су предузели била је Паљење максимирског стадиона. Тадашње загребачке средњошколце иритирала је чињеница да су се они иначе донедавно користили тим стадионом за фискултуру уз клуб ХАШК, но како је новим усташким властима била потребна дрвена грађа, они су почели да га демонтују.
У прва два покушаја изазивања пожара нису успели због неискуства, тако да су га ватрогасци успели угасити. Трећи пут су се зато далеко боље припремили. Акцију је осмислио и водио Мартин Мојмир, члан Месног комитета Савеза комунистичке омладине Југославије, а у њој су учествовали Крешо Ракић, Станко Бронзин, Брацо Белић и Гвозден Будак из средњошколског СКОЈ-а и средњошколци Љубо Шарић, Стјепан Млинарић, Борис Триглавчан и Рајка Баковић, која им је служила као курир.
.
Како су из претходних покушаја научили, била им је потребна нека лако запаљива смеса, зато су отпочели са огледима с нитроглицерином у стану Мартина Мојмира. У једном од својих невештих експеримената чак су изазвали и мању експлозију, у којој ипак нико није страдао, осим собе у којој су вршили експеримент. На крају су ипак успели да направе довољно лако запаљивих направа.
Након тога поделили су се у две групе и нешто пре 9 часова увече и кренули бициклима према соколском стадиону у Максимир. Успели су се потајно провући покрај обезбеђења и поставити запаљиве смесе у дрвену конструкцију са свих страна стадиона. По обављеном послу, група се повукла неопажено и убрзо након тога стадион је потпуно изгорео.

## Истрага након операције
Иако су полицијске власти НДХ предузеле велику акцију у сврху хватања криваца, то им није успело све до краја новембра 1941. године кад су након мукотрпног испитивања и мучења успели извући од једне илегалке имена неких од учесника акције. На темељу тог исказа, агенти УНС-а ухватили су 22. новембра 1941. на углу Хајнцлове и Звонимирове улице Крешу Ракића, Стјепана Млинарића, Вељка Драговића и још једног младића са њима, али због растурања комунистичких летака. По извештају УНС-а агент Милан Ивековић их је привео у зграду УНС-а у Звонимирову улицу 2 на трећи спрат, али је тамо Стјепан Млинарић извадио пиштољ и почео да пуца на полицију, па га је он убио.
Крешо Ракић је након тога стрељан код Ракова Потока заједно са седамнаесторицом комуниста и антифашиста. Основна школа и културно-уметничко друштво у загребачком насељу Трнско добили су име по њему.

## Културне референце
О овом догађају је године 1977. снимљен играни филм Акција стадион у режији Душана Вукотића.